# Luis Estacio
Luis Estacio (Cali, Valle del Cauca, Colombia; 19 de abril de 1980) es un exfutbolista y entrenador colombiano. Jugaba como arquero y se retiró en el Deportes Quindío al finalizar el 2022. Actualmente dirige al Atlético Cafetero de Armenia en la Primera C de Colombia.

## Trayectoria

### Atlético Huila
Llegó en el año 2006 con para jugar con los 'opitas' y se mantuvo como titular indiscutible del club durante 4 años y medio distutando 138 partidos de liga, su buen nivel lo llevó a reforzar al Junior de Barranquilla pero allí juega apenas 6 partidos y regresa para el apertura 2011 fichando por 2 temporadas.
En total con el Huila jugó 206 partidos (185 partidos de Primera División y 21 por Copa Colombia) siendo catalogado como unos de los mejores guardametas que han pasado por el club.

## Selección nacional
Con la Selección Colombia hizo parte del equipo en el 2009 en el encuentro contra la Selección de México disputado en Estados Unidos como preparación para las Eliminatorias a Sudáfrica 2010.

## Clubes

### Como jugador
| Club                   | País                | Año                 | Partidos |
| ---------------------- | ------------------- | ------------------- | -------- |
| Independiente Medellín | Colombia            | 2002 - 2003         | ?        |
| Deportivo Pereira      | Colombia            | 2004                | ?        |
| Atlético Huila         | Colombia            | 2006 - 2010         | 142      |
| Junior                 | Colombia            | 2010                | 6        |
| Atlético Huila         | Colombia            | 2011 - 2012         | 58       |
| Cúcuta Deportivo       | Colombia            | 2012 - 2013         | 37       |
| Águilas Doradas        | Colombia            | 2013                | 12       |
| Deportes Tolima        | Colombia            | 2014                | 12       |
| Unión Magdalena        | Colombia            | 2014                | 23       |
| Boyacá Chicó           | Colombia            | 2015                | 15       |
| Deportivo Pasto        | Colombia            | 2015 - 2016         | 19       |
| Atlético F. C.         | Colombia            | 2018                | 11       |
| Deportes Quindío       | Colombia            | 2019 - 2022         | 20       |
| Total en su carrera    | Total en su carrera | Total en su carrera | 341      |

### Como entrenador
| Club              | País     | Año             | Partidos |
| ----------------- | -------- | --------------- | -------- |
| Atlético Cafetero | Colombia | 2023 - presente | 0        |

## Palmarés

### Campeonatos nacionales
| Título              | Club                   | País     | Año  |
| ------------------- | ---------------------- | -------- | ---- |
| Torneo Finalización | Independiente Medellín | Colombia | 2002 |
| Torneo Finalización | Deportivo Cali         | Colombia | 2005 |